# Echinostomata
De Echinostomata zijn een onderorde van parasitaire platwormen (Platyhelminthes). 

## Taxonomie
De volgende taxa zijn bij de onderorde ingedeeld:
- Superfamilie Echinostomatoidea Looss, 1902
  - Familie Calycodida Dollfus, 1929
  - Familie Cyclocoelidae Stossich, 1902
  - Familie Echinochasmidae Odhner, 1910
  - Familie Echinostomatidae Looss, 1899
  - Familie Eucotylidae Cohn, 1904
  - Familie Fasciolidae Railliet, 1895
  - Familie Himasthlidae Odhner, 1910
  - Familie Philophthalmidae Looss, 1899
  - Familie Psilostomidae Looss, 1900
  - Familie Rhytidodidae Odhner, 1926
  - Familie Typhlocoelidae Harrah, 1922
    - = Cathaemasiidae Fuhrmann, 1928